# Forever in Love
"Forever in Love" là tên một nhạc phẩm của nghệ sĩ saxophone người Mỹ Kenny G. Nhạc phẩm này đã được phát hành làm đĩa đơn từ album Breathless năm 1993, được chính ông sáng tác và sản xuất. Nhạc phẩm đã đạt đến vị trí #18 trên bảng xếp hạng Billboard Hot 100 (Hoa Kỳ), có hai tuần ở vị trí quán quân trên Adult Contemporary. Tại Anh, nó đạt được vị trí #47 trên UK Singles Chart.
"Forever in Love" đã đoạt giải Best Instrumental Composition (nhạc phẩm không lời xuất sắc nhất), nhận được một đề cử hạng mục Best Pop Instrumental Performance (trình diễn nhạc pop không lời xuất sắc nhất) tại giải Grammy năm 1994. Cùng với "Songbird", "Forever in Love" là một trong những nhạc phẩm nổi tiếng và được ghi nhận nhất của Kenny G.

## Xếp hạng
| Bảng xếp hạng (1993)      | Thứ hạng cao nhất |
| ------------------------- | ----------------- |
| Hoa Kỳ Billboard Hot 100  | 18                |
| Hoa Kỳ Adult Contemporary | 1                 |
| Hoa Kỳ Pop Songs          | 18                |
| UK Singles Chart          | 47                |

| Bảng xếp hạng (1993)     | Thứ hạng |
| ------------------------ | -------- |
| Hoa Kỳ Billboard Hot 100 | 73       |